# Князевский (необитаемый остров)
Князевский — необитаемый остров на реке Уфе возле микрорайона Шакша, выше по течению от железнодорожного моста; вытянут вдоль левого берега и отделяется протокой. Находится напротив острова Максимовского. Ниже по течению есть более крупный обитаемый одноимённый остров Князевский.
В половодье затопляется. Покрыт лесом (осина, тополь, клён).

## Название
Назван по деревне Князево. Так как остров носит точно такое же название, как и другой остров — Князевский, возникает путаница. Известно, что эти земли ранее принадлежали князю И. В. Уракову, потомка казахского князя Рудака Мурзы, получившего эти земли в конце XVI века, на которых стояли две деревни — Князево (Большое Князево) и Малое Ураково, впоследствии объединившиеся в одну большую деревню. При этом известно также о селе Ураков-Княженкино, которое располагалось севернее.